# Kick (альбом INXS)
Kick — шестой студийный альбом австралийской рок-группы INXS, вышедший 19 октября 1987 года лейблами WEA в Австралии, Mercury Records в Европе и Atlantic Records в Соединенных Штатах и Канаде. Альбом был спродюсирован британским продюсером Крисом Томасом, записан Дэвидом Николасом в Сиднее и Париже и сведен Бобом Клирмаунтейном в Air Studios в Лондоне. 
Самый успешный студийный альбом группы, «Kick», был сертифицирован RIAA 6 раз как платиновый и достиг третьего места в Billboard 200. Альбом также породил 4 сингла, вошедших в топ-10 США: «New Sensation», «Never Tear Us Apart», «Devil Inside» и «Need You Tonight», последний из которых достиг вершины американского чарта синглов Billboard.

## История создания
После успеха их пятого альбома, Listen Like Thieves, и сингла «What You Need», INXS понимали, что новый альбом должен быть ещё лучше. Кирк Пенгилли вспоминает: «Мы хотели записать альбом, где все песни были бы потенциальными синглами». Запись Kick проходила в Сиднее и Париже, альбом продюсировал Крис Томас. Однако Atlantic Records была недовольна результатом:

«Они возненавидели его. Они сказали, что это невозможно послать на радио. На чёрное радио — быть может, но они не хотят идти в этом направлении. Глава лейбла сказал мне, что даст 1 000 000$, чтобы мы возвратились в Австралию и записали другой альбом.» — Крис Мёрфи, менеджер группы.
Оригинальный текст (англ.)They hated it, absolutely hated it. They said there was no way they could get this music on rock radio. They said it was suited for black radio, but they didn't want to promote it that way. The president of the label told me that he'd give us $1 million to go back to Australia and make another album.
Несмотря на протесты Atlantic Records, Kick вышел в октябре 1987 года и принёс группе мировую популярность, заняв 1-е место в Австралии, 3-е в Billboard 200 США, 9-е в Великобритании и 15-е в Австрии. Это оптимистичный, уверенный альбом, четыре сингла с которого, «Need You Tonight», «Devil Inside», «New Sensation» и «Never Tear Us Apart», попали в десятку Billboard Hot 100.
В сентябре 1988 года INXS присутствовала на премии MTV Video Music Awards с клипом на песню «Mediate» и выиграла в пяти категориях. Клип очень похож на видео Боба Дилана на песню «Subterranean Homesick Blues», с некоторыми преднамеренными ошибками.
В 1989 году Хатчинс объединился с австралийским композитором Олли Олсеном для сайд-проекта Max Q. Эти двое ранее уже работали вместе в фильме Dogs in Space. Остальные члены группы также сделали перерыв, чтобы работать над своими проектами, но вскоре группа возвратилась в студию, чтобы начать запись следующего альбома, X, вышедшего в 1990 году.

## Издание
Альбом был переиздан большое количество раз. Rhino Entertainment в 2002 году выпустило ремастированную версию альбома с четырьмя ранее не издававшимися треками. В 2004 году Mercury/Universal выпустил делюкс-версию альбома; второй диск содержит различные неизданные треки и ремиксы. В 2012 и 2017 годах выходили масштабные переиздания альбома в рамках 25- и 30-летия соответственно.
Американская ассоциация звукозаписывающих компаний присвоила альбому шестикратный платиновый статус в 1997 году. В соответствии с книгой INXS: Story to Story: The Official Autobiography (2005), в США было продано 10 миллионов копий альбома.

## Список композиций
Все композиции написаны Эндрю Фарриссом и Майклом Хатченсом, кроме отмеченных
1. «Guns in the Sky» (Хатченс) — 2:21
2. «New Sensation[англ.]» — 3:39
3. «Devil Inside[англ.]» — 5:14
4. «Need You Tonight[англ.]» — 3:01
5. «Mediate[англ.]» (Эндрю Фаррисс[англ.]) — 2:36
6. «The Loved One[англ.]» (кавер-версия The Loved Ones) — 3:37
7. «Wild Life» — 3:10
8. «Never Tear Us Apart» — 3:05
9. «Mystify[англ.]» — 3:17
10. «Kick» — 3:14
11. «Calling All Nations» — 3:02
12. «Tiny Daggers» — 3:29

1989 Japan special edition
1. «Devil Inside» (re-mix version) — 6:30
2. «New Sensation» (Nick 12" Mix) — 6:30
3. «Move On» — 4:48
4. «Need You Tonight» (Mendelsohn Mix) — 7:02
5. «Different World» — 4:17
6. «Guns in the Sky» (Kick Ass Mix) — 6:02

2002 Reissue bonus tracks
1. «Move On» (guitar version) — 3:48
2. «Jesus Was a Man» — 6:10
3. «Mystify» (Chicago demo) — 4:11
4. «The Trap» (demo) — 2:32

### Deluxe Edition
Делюкс-издание Kick содержит дополнительный диск:
1. «Move On» — 4:48
2. «I’m Coming (Home)» (Э.Фарисс) — 4:51
3. «On the Rocks» (Кирк Пенгилли) — 3:08
4. «Mystify» (Chicago demo) — 4:08
5. «Jesus Was a Man» (Demo/Outtakes) — 6:08
6. «The Trap» (demo) — 2:31
7. «New Sensation» (Nick’s 12" Mix) (Э.Фарисс) — 6:32
8. «Guns in the Sky» (Kick Ass Remix) (Хатченс) — 6:03
9. «Need You Tonight» (Mendelson Extended Mix) — 7:15
10. «Mediate» (Live from America) (Э.Фарисс) — 3:53
11. «Never Tear Us Apart» (Live from America) — 3:37
12. «Kick» (Live from America) — 3:48

## Участники записи
- Майкл Хатченс — вокал, бэк-вокал
- Кирк Пенгилли — гитара, саксофон, бэк-вокал
- Тим Фаррисс — соло-гитара
- Эндрю Фаррисс[англ.] — гитара, клавишные
- Гарри Гэри Бирс — бас-гитара, бэк-вокал
- Джон Фаррисс[англ.] — ударные, перкуссия, бэк-вокал

## Кавер-версии
- Американский музыкант-мультиинструменталист Бек записал кавер-версию альбома Kick и выложил на свой сайт.
- Британский певец Джо Кокер записал кавер-версию «Never Tear Us Apart».